# 13032 Tarn
13032 Tarn eller 1989 TU3 är en asteroid i huvudbältet som upptäcktes den 7 oktober 1989 av den belgiske astronomen Eric W. Elst vid La Silla-observatoriet. Den är uppkallad efter floden Tarn i Frankrike.
Asteroiden har en diameter på ungefär 5 kilometer.